# Peder Fleming

Ätten Flemings vapen (med friherrekrona).

Peder Fleming, nämns från 1413 till 1434, var en svensk lagman.

## Biografi
Peder Fleming nämns för första gången 1413 som sigillvittne i Bjärnå. År 1418 förrättade han i Åbo lagmansting för sin far Claus Flemings räkning. Följande gång han gjorde det var år 1425 i Lojo. Peder förefaller att ha haft sin egentliga hemvist i Sverige. På det tyder att han och hans hustru 1428 skänkte en kalk till själakoret i deras kyrka, det vill säga den i Jönköping, för sina föräldrars och alla kristna själars skull. Detta skedde året efter att fadern sista gången nämns som lagman i Österland, det vill säga Finlands då ännu odelade lagsaga. Det är troligt att Peder efterträdde sin far som lagman. Ändå nämns han i källorna först år 1433 som utövande lagman. Samma år upptogs Peder och hans hustru som medlemmar i Helga lekamens gille i Stockholm. Sista gången han nämns är 1434 då han i maj dömde i landsrätten i Åbo och i juni vid lagmansting i Kimito. Han hade troligen avlidit 1435, då den finska lagsagan delades.
Peder Flemings föräldrar var lagmannen Claus Fleming och Cecilia. Hans hustru hette Ingrid Karlsdotter. Ingenting är känt om deras godsinnehav.